# 田北紹鉄
田北 紹鉄（たきた しょうてつ）は、戦国時代から安土桃山時代にかけての武将。大友氏の家臣。

## 生涯
大友氏の家臣・田北親員の子として誕生。
田北氏は大友親秀の三男・親泰から始まる有力庶家であり、豊後国直入郡田北村（大分県直入郡直入町）の地頭職を得て在地化していた。ただし紹鉄の頃には大分郡や速見郡日差村などに居を移し、熊牟礼城を居城としていた。
大友義鑑に仕え、兄ら同様に主君・義鑑から偏諱を賜り、初めは鑑富、のちに鑑重を名乗る。出家してからは紹鉄と号した。
宣教師のロレンソ・メシアの記録では「紹鉄は豊後の領主中最も強く、策略ありと認められし人」と記されている。実際、弘治2年（1556年）の小原鑑元の反乱を鎮圧し、永禄4年（1561年）からは豊前国で毛利氏と戦った。同5年（1562年）からは門司に出兵して毛利軍と戦い、同8年（1565年）には豊前長野氏と規矩郡で戦い戦功を挙げた。
しかしこれらの戦功に対して主君・大友宗麟が報いることは少なかった。策略家で有力国人だったことを宗麟が恐れており、大友家の年寄役などにも任命されず中枢から排除されて不遇だった。宗麟からは実弟で養子の鎮周のほうが信任されて重用されている。天正6年（1578年）11月、耳川の戦いでは弟の鎮周が参戦して戦死。これを機に大友家が衰退すると、田原親貫、秋月種実らと共謀して同8年（1580年）に謀反を起こした。この謀反は讒言説が強く、田原親賢によるものと言われている。他の南郡衆（一萬田鑑実、志賀氏等）は紹鉄に同情的で、討伐に積極的ではなかった。しかし4月、直入郡阿曾野で義統軍の攻撃を受けるが、宗麟に取り成しをするのでひとまず逃げるよう勧められて筑前国の秋月種実を頼って逃亡したが、その途上である日田郡五馬荘松原で80名の部下と共に大友軍に殺害された（『ロレンソ・メシア書簡』天正8年9月12日付）。